# Kikoriki
Kikoriki (Смешарики en V. O., transl. Smesháriki) es una serie de televisión animada infantil rusa cuyo estreno fue en 2004. La serie va dirigida a la audiencia infantil de entre 3 a 8 años aunque el humor de la misma también suele llamar la atención del público adulto. El programa está producido por los Estudios Peterburg, en cuanto a la distribución internacional: en los países angloparlantes 4Kids se hizo con los derechos de retransmisión y Fun Game Media de Múnich junto a KI.KA en Erfurt (ambas en Alemania) para el resto de Europa bajo el nombre de Kikoriki.

## Origen del título y trasfondo
Smesháriki es un juego de palabras que deriva de смешные (smeshnýe: divertidas) y шарики (sháriki: bolitas). Los personajes, como se explica al principio de la sección, son nueve animales con forma redondeada. Cada uno de ellos tiene una personalidad diferente y variedad de intereses sin ningún tipo de rencor entre ellos.
Los argumentos de cada episodio no muestran a dichos personajes haciendo frente a otros enemigos tal como se muestran en otras series infantiles, sino situaciones inesperadas a las que tienen que hacer frente. El principal mensaje de la serie es la amistad y el apoyo mutuo.

## Producción
El programa fue creado como parte de un proyecto educativo y cultural para enseñar a los niños que pueden vivir sin la violencia mediante el programa federal del Ministerio de Cultura de la Federación Rusa para prevenir el extremismo de la sociedad nacional.
La serie fue creada por Ilyá Popov como productor y Denís Chernov y Alekséi Lébedev como director artístico y guionista respectivamente.

## Personajes
En cursiva, el nombre original en ruso

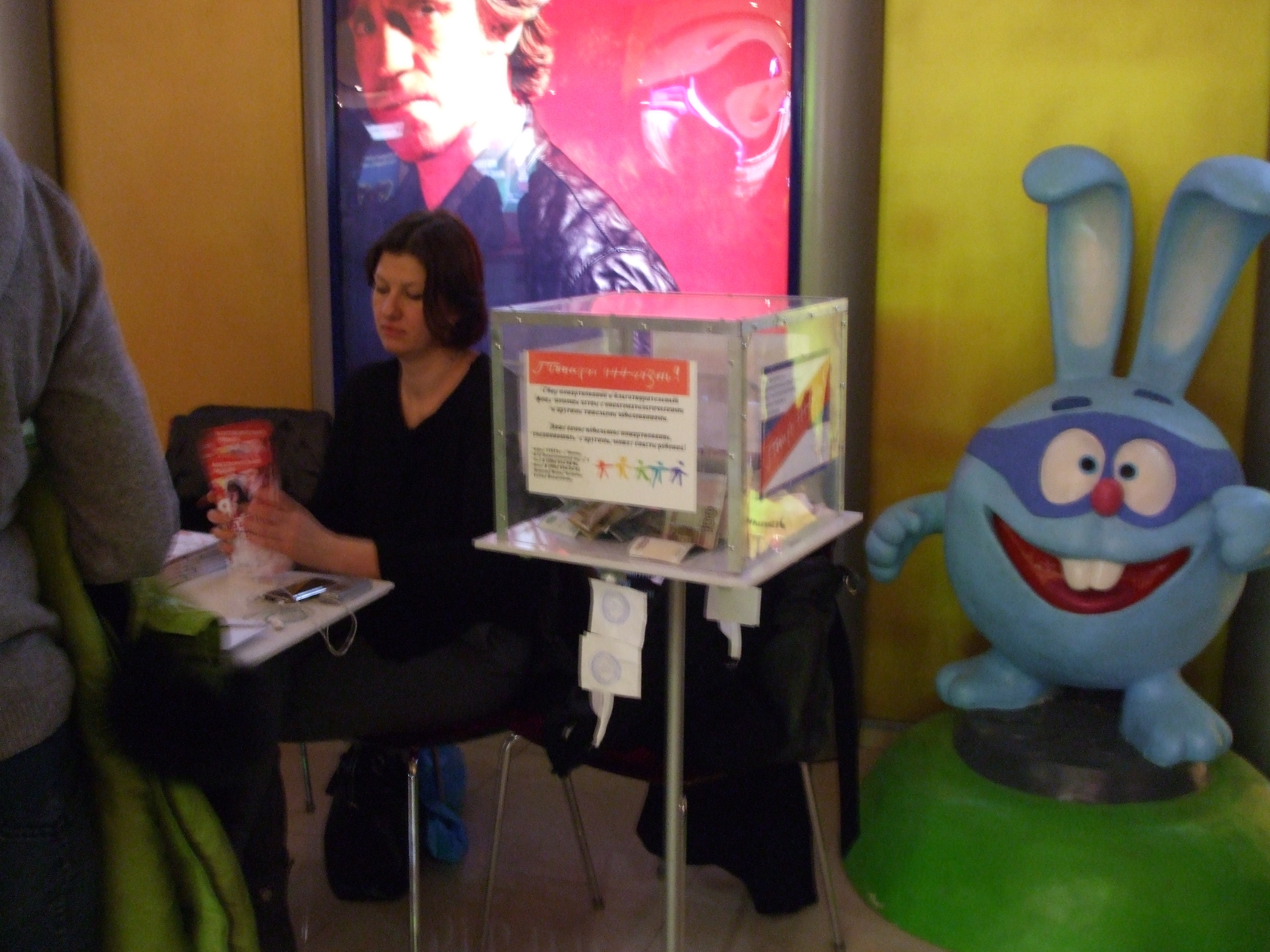
A la derecha, una replica de Krash

- Krash (Крош, Krosh) es un conejo de color celeste que piensa que el mundo debería ser "más interesante y divertido". Una de sus características principales es que le gusta saltar. Su nombre viene del diminutivo de la palabra Кролик (Królik, conejo en ruso); también es una abreviatura de Крошка (Kroshka).

- Chiko (Ёжик, Iózhik) es un erizo fucsia. A diferencia de Jumpy, este es más sosegado y no comparte el espíritu aventurero de este. Su nombre viene de Ёж (Yozh, erizo en ruso)

- Wally (Бараш, Barash) es un carnero de color lavanda y el personaje más melodramático de la serie. Es un aficionado de la poesía hasta tal punto de frustrarse cuando no le viene la inspiración. Su nombre viene de Баран (Barán, carnero en ruso)

- Rosa (Нюша, Nyusha) es uno de los pocos personajes femeninos de la serie. Es una cerdita con una tonalidad rosa clara que tiene la manía de ser una princesa o una reina de la belleza. Al igual que Fluffy, también siente una atracción amorosa hacia él. Su nombre es un diminutivo de Свинья (Svinyá, cerda en ruso)

- Carlín (Кар Карыч, Kar Kárych) es un cuervo de color azul oscuro y uno de los personajes más ancianos de la serie. Una de sus aficiones es el arte. También cree que dormir por el día es saludable. A pesar de su aspecto pacífico, destruyó los telégrafos de sus amigos porque empezaban a interferir en la comunicación verbal de los demás. A pesar de ser un ave, es incapaz de volar, aunque puede planear. Su nombre no hace referencia a su especie, sin embargo Кар (Kar) viene del graznido del cuervo, mientras que Карыч (Kárych) es un imaginario patrónimo o nombre patronímico derivado de Kar.

- Olga (Совунья, Sovun'ya) es un búho de color púrpura y al igual que Big Big, otro de los personajes ancianos y femenino además de Pinky. Vive en lo alto de un árbol. Es una experta en homeopatía aparte de tener poderes hipnóticos con los que puede curar cualquier enfermedad. Al igual que Big Big, tampoco puede volar. Su nombre viene de Сова (Sová, búho en ruso). Como dato curioso, a pesar de ser femenino, la voz se la pone un actor.

- Pin (Пин) (Mijaíl Chernyak) es un pingüino emperador de origen alemán y color negro. Fue junto a Barry, uno de los que apareció en la adaptación cinematográfica y precuela como guarda de seguridad en un museo, sin embargo en la serie ejerce como inventor para los demás. Debido a su especie, duerme en una nevera.

- Dokko (Лосяш, Losyash) es un alce de color amarillo. Es un científico y aficionado a la lectura, razón por la cual su casa está llena de libros de varias temáticas. Tiende a ser reservado a la hora de explicar algo que para los demás es muy simple. También es un personaje excéntrico cuando quería ser una mariposa o ponerse en huelga de hambre cuando Plutón dejó de considerarse un planeta. Su nombre viene de Лось (Los', alce en ruso)

- Barry (Копатыч, Kopátych) es un oso de color marrón dedicado a la agricultura. En su propiedad tiene varias hectáreas de terreno en las que cultiva trigo y alforfón. También apareció en la película donde era un actor que encarnaba a Lucien, un superhéroe que luchaba combatía contra el Dr. Caligari y al que los personajes fueron a buscar creyendo que necesitaba ayuda para su pesar. Su nombre viene del verbo Копать (Kopat', cavar en ruso).

## Reparto
| Personaje  | Actor de doblaje - Rusia (original)                             | Actor de doblaje - Estados Unidos | Actor de doblaje de Hispanoamérica - Venezuela Argentina |
| ---------- | --------------------------------------------------------------- | --------------------------------- | -------------------------------------------------------- |
| Krash      | Anton Vinogradov                                                | Billy Bob Thompson                | Sebastián Castro Saavedra                                |
| Chiko      | Anton Vinogradov (hasta episodio 13) Vladimir Postnikov (resto) | Marc Thompson                     | Reinaldo Rojas                                           |
| Rosa       | Svetlana Pismichenko                                            | Alyson Leigh Rosenfeld            | Valeria Gómez                                            |
| Wally      | Vadim Bochanov                                                  | Wayne Grayson                     | Gherald De Fonseca                                       |
| Carlín     | Sergey Kuznetsov (solo episodio 2) Sergey Mardar                | Mike Pollock                      | Mario De Candia                                          |
| Olga       | Sergey Mardar                                                   | ¿?                                | Giannina Jurado                                          |
| Pin        | Mikhail Chernyak Sergey Mardar (solo episodio 48)               | Mike Pollock                      | Ariel Cister                                             |
| Dokko      | Mikhail Chernyak                                                | Tyler Bunch                       | ¿?                                                       |
| Barry      | Mikhail Chernyak                                                | Mike Pollock                      | Angel Balam                                              |
| Narrador   | Igor Dmitriev                                                   | ¿?                                | René Sagastume                                           |
| Estudio(s) | Petersburg Animation Studios en Rusia.                          | FUN Union, en Hong Kong. China.   | Voxx Studios, en Argentina y Venezuela.                  |

## Adaptación cinematográfica
El 24 de enero de 2007 la productora Sankt Peterburg anunció que llevaría la serie a la gran pantalla para 2011. El presupuesto inicial era de 1 millón de dólares para la elaboración de un borrador que pudiera interesar a las compañías internacionales. A diferencia de la serie, la película fue rodada en formato 3D. Según el director general de Marmelad-Media: Ilyá Popov, el presupuesto final dependía de muchos factores, por ejemplo, si estaba planeado distribuirlo al extranjero (en este caso, la producción hubiese costado 15 millones de dólares) o solo en la cartelera rusa (entre 3 y 4 millones). Popov consideró que si el filme iba a estar limitado solo a Rusia, hubiese quedado 5 millones sin aprovechar.
El estreno tuvo lugar el 22 de diciembre de 2011 y fue considerada por la crítica como "una precuela decente". Los eventos del argumento tuvieron lugar antes del inicio de la serie, en la que se explica cómo llegaron los nueve personajes.